# Geschiedenis van Bulgarije
De geschiedenis van Bulgarije begint als de Bulgaren, een stam uit Centraal-Azië en Slavische bevolking in de 7e eeuw de eerste Bulgaarse staat vormden.

## Oudheid
In de oudheid werd het gebied van het huidige Bulgarije bewoond door de Thraciërs. Aan het einde van de 6e eeuw v.Chr. stichtten deze het Odrysisch koninkrijk. Dit werd uiteindelijk door  Alexander de Grote onderworpen (334). Onder Claudius werd de provincia Thracia opgericht (46 n.Chr.). Bij de administratieve verdeling van het Romeinse Rijk door Theodosius I in 395 kwam het in het oostelijk deel, bestuurd vanuit Constantinopel.

## Middeleeuwen
Grootschalige Slavische vestiging in de Balkan begon vanaf omstreeks 580. In die tijd was het Byzantijnse Rijk in beslag genomen door de Byzantijns-Sassanidische oorlog. Menander Protector schrijft, waarschijnlijk enigszins overdreven, over 100.000 Slaven die Thracië en Illyrië binnenvielen, steden veroverden en zich daar vestigden. Deze grootschalige volksbewegingen werden in gang gezet door de aankomst in 550 van de nomadische Avaren uit het oosten.

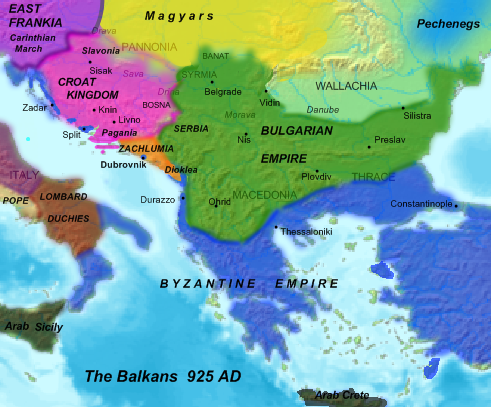
Bulgarije onder Simeon I (893-927)

Na het uiteenvallen van het Groot-Bulgaarse Rijk in wat nu Zuid-Rusland is, trok een deel van het Turkse volk der Bulgaren naar de Donaudelta , waar ze in aanraking kwamen met het leger en de vloot van het Byzantijnse Rijk. Onder leiding van Asparoech wonnen ze van de troepen van het Byzantijnse Rijk en stichtten het Eerste Bulgaarse Rijk (632-1018).
Van 1018-1185 maakte Bulgarije opnieuw deel uit van het Byzantijnse Rijk.
Het Tweede Bulgaarse Rijk (1185-1396) eindigde met de annexatie door het Ottomaanse Rijk.

## Renaissance en onafhankelijkheid tot 1918
Tussen 1762 en de onafhankelijkheid in 1878 was er sprake van de Bulgaarse Renaissance.
Op 3 maart 1878 herkreeg Bulgarije zijn autonomie ten gevolge van de Russisch-Turkse Oorlog (1877-1878) als zelfstandig prinsdom van het Ottomaanse Rijk, onder prins Alexander van Battenberg, die echter in 1886 gedwongen werd om af te treden. Hij werd opgevolgd door prins Ferdinand van Saksen-Coburg, een van oorsprong Duitse prins van het Huis Saksen-Coburg en Gotha, die verwant was aan het Britse en Belgische koningshuis. Het land werd op 22 september 1908 een volledig onafhankelijk koninkrijk. Prins Ferdinand nam vervolgens de titel van tsaar aan.

### Balkanoorlogen
Het land won gebied gedurende de Eerste Balkanoorlog in 1912, maar moest tijdens de Tweede Balkanoorlog een deel van deze winst weer afgeven. De koning en zijn pro-Duitse premier Vasil Radoslavov kozen daarop tijdens de Eerste Wereldoorlog de zijde van de centrale mogendheden (Duitsland, Oostenrijk-Hongarije). Bulgarije behoorde tot de verliezende landen en verloor daardoor krachtens het Verdrag van Neuilly in het noorden (de zuidelijke Dobroedzja), in het westen (vier aparte gebieden) en in het zuiden (voormalig Bulgaars West-Thracië) grondgebied. Na de Eerste Wereldoorlog werd tsaar Ferdinand gedwongen om afstand te doen van de troon. Republikeinen riepen in Radomir de republiek uit, doch met behulp van regeringsgetrouwe troepen werd de monarchie hersteld onder tsaar Boris III, zoon van Ferdinand.

## Interbellum
In 1919 won de Bulgaarse Agrarische Nationale Unie (BANU) de verkiezingen en werd haar voorman Aleksandar Stambolijski minister-president. Het grootgrondbezit werd grotendeels onteigend en het vrijgekomen land kwam in handen van de boeren. De communisten, de tweede partij na de agrariërs, weigerden in te gaan op het voorstel van Stamboeliski om tot de regering toe te treden. In 1923 sloegen de burgerlijke partijen en een deel der sociaaldemocraten de handen ineen en pleegden een coup waarbij Stamboeliski om het leven kwam.
Na de coup kwam er een nieuwe coalitieregering tot stand onder de fascistoïde Aleksandar Tsankov. Deze regering onderdrukte een communistische opstand, waarna de voornaamste communistische leiders, waaronder Georgi Dimitrov en Vasil Kolarov, naar de Sovjet-Unie vluchtten. In 1926 trad de fascistisch georiënteerde Tsankov af. Zijn opvolgers behoorden tot de liberale of de democratische partij.

### De staatsgreep van de Zveno
Op 19 mei 1934 pleegden leden van de Militaire Liga (die reeds betrokken waren bij de coup van 1923) en leden van de groep Zveno ('Schakel') onder leiding van kolonel Damjan Veltsjev een militaire staatsgreep. Veltsjev sommeerde kolonel Kimon Georgiev een nieuwe regering te vormen. Politieke partijen werden verboden en naar voorbeeld van Italië werd de bevolking ingedeeld in beroepsgroepen (zie: corporatisme). Er kwam ook een eenheidsvakbond en er werden betrekkingen aangeknoopt met de Sovjet-Unie. De nieuwe regering maakte bovendien een einde aan de Macedonische nationalisten van de IMRO (Interne Macedonische Revolutionaire Organisatie) en verbeterde de betrekkingen met Joegoslavië. Veltsjev kwam met een nieuwe grondwet die de macht van de koning enorm inperkte.

### Koninklijke kabinetten
Koning Boris III zag echter kans om de republikeinse vleugel binnen de Militaire Liga en Zveno buitenspel te zetten en benoemde het monarchistische lid van de Militaire Liga, generaal Petar Zlatev, op 22 januari 1935 tot premier. In april werd deze vervangen door burgerpoliticus Andrej Tosjev, die in november op zijn beurt werd vervangen door Georgi Kjoseivanov. Sindsdien werd het land geregeerd door 'koninklijke kabinetten'. De politieke partijen bleven verboden, maar in 1938 werden er landelijke verkiezingen gehouden (waarbij voor het eerst vrouwen mochten stemmen). Koning Boris III draaide de hervormingen van de Militaire Liga en de Zveno slechts gedeeltelijk terug, waardoor de ontevredenheid grotendeels wegbleef.

## Bulgarije gedurende de Tweede Wereldoorlog
Inmiddels oriënteerde Bulgarije zich steeds meer op de asmogendheden en in het speciaal op Duitsland. In februari 1940 werd premier Kjoseivanov vervangen door de extreemrechtse en nationalistische professor Bogdan Filov. Eind 1940 sloot Bulgarije zich bij het Driemogendhedenpact (de As) aan. Duitse troepen maakten sindsdien deel uit van het dagelijks leven, omdat het hen werd toegestaan om vanaf Bulgaars grondgebied te opereren.
Bulgarije deed mee in de aanval op Griekenland en verkreeg daarbij Thracië, de noordelijke landstreek van Griekenland rond Thessaloniki. Bulgarije weigerde echter om mee te doen aan de veldtocht tegen de Sovjet-Unie. Inmiddels ontstonden er diverse verzetsgroepen. Met name de communistische partizanen pleegden veel verzet. In 1941 werd het Vaderlands Front gevormd, dat uit diverse (ook communistische) verzetsgroepen bestond. Dit viel echter spoedig uiteen.

### Antisemitisme en het verzet hiertegen
De nieuwe regering van professor Filov voerde anti-joodse en antisemitische maatregelen in en was van plan de joden, zigeuners, homoseksuelen en andere minderheden te deporteren naar concentratiekampen. Met name de Bulgaars-Orthodoxe Kerk, maar ook koning Boris staken hier een stokje voor. Dankzij het moedige optreden van Kerk en koning bleef het grootste deel van de joodse bevolkingsgroep in leven.

## Communisme
In augustus 1943 overleed de koning (op mysterieuze wijze) nadat hij een bezoek aan Hitler had gebracht. Zijn minderjarige zoon Simeon volgde hem als koning Simeon II van Bulgarije op. Als regenten traden prins Cyril, Bogdan Filov en luitenant-generaal Nikola Michov op. Het verzet groeide. In 1944 werd een tweede Vaderlands Front opgericht, dat wel een succes werd. Begin september 1944 naderden de Russische legers de Bulgaarse grens. Hoewel beide landen niet in oorlog met elkaar waren, verklaarde de Sovjet-Unie de oorlog aan Bulgarije, om zo een antifascistische regering af te dwingen. Op 9 september 1944 pleegde het Vaderlands Front een succesvolle staatsgreep. De drie regenten werden afgezet en vervangen door een nieuwe regentschapsraad. Kolonel Kimon Georgiev van de Zveno werd premier. De nieuwe regering sloot direct een wapenstilstand met de Russen, die daarop het land bezetten.
Op 2 februari 1945 werden de drie voormalige regenten geëxecuteerd. In de loop van 1945 keerde de communistische leider Vasil Kolarov naar Bulgarije terug, in 1946 keerde Georgi Dimitrov terug. Gesteund door de Sovjets wisten de communisten binnen het Vaderlands Front, de regering en in het parlement een machtspositie op te bouwen.

### Volksrepubliek Bulgarije
Na een referendum over de monarchie werd op 15 september 1946 de volksrepubliek uitgeroepen met Kolarov als interim-president. In november moest kolonel Georgiev plaatsmaken voor Georgi Dimitrov. In 1947 werd de nog onafhankelijke oppositie van de BANU (Bulgaarse Agrarische Nationale Unie) van Nikola Petkov monddood gemaakt. Petkov werd gearresteerd, valselijk beschuldigd en geëxecuteerd (de laatste christelijke sacramenten werden hem geweigerd). De Petkov-vleugel van de BANU werd verboden en alleen de vleugel onder leiding van Aleksandar Obbov mocht blijven voortbestaan. In 1948 fuseerde de Bulgaarse Werkers Partij met een vleugel van de Bulgaarse Sociaaldemocratische Arbeiderspartij (BSDAP). Een deel van de BSDAP wist nog tot halverwege 1948 te blijven voortbestaan onder de anticommunistische Kosta Loeltsjev en Anastas Tsjesjmedzjiev, maar werd daarna opgeheven. De Radicale Unie, een burgerlijk partij, wist nog tot het voorjaar van 1949 voort te bestaan.
Dimitrov, een stalinist, kwam met plannen voor een Balkanfederatie, voornamelijk bestaande uit Bulgarije en Joegoslavië. Stalin was hier fel op tegen. Op 2 juli 1949 overleed Dimitrov te Moskou en werd in de Bulgaarse hoofdstad Sofia een mausoleum voor hem opgericht. Zijn opvolger Kolarov overleed in januari 1950.
De nieuwe machthebber werd Valko Tsjervenkov, de 'kleine Stalin'. Tsjervenkov maakte zich tijdens zijn korte machtsperiode als eerste secretaris van de BKP (Bulgaarse Communistische Partij) van 1949 tot 1954 bijzonder ongeliefd.

### Todor Zjivkov
In 1954 werd Todor Zjivkov eerste secretaris. Zijn tegenstanders Tsjervenkov en Anton Joegov werden in 1956 en 1962 aan de kant geschoven.
Zjivkov werd in 1962 tevens premier. In april 1964 werd er melding gemaakt van een 'pro-Chinese coup'. Aannemelijk is dat het hier ging om een aantal officieren die wilden dat Bulgarije een iets onafhankelijkere koers zou gaan varen ten opzichte van de Sovjet-Unie. De pro-Russische Zjivkov maakte Bulgarije tot de meest getrouwe satelliet van de Sovjet-Unie. In 1972 werd er een nieuwe grondwet aangenomen en werd Zjivkov voorzitter van de Staatsraad. Eind jaren zeventig begon de persoonsverheerlijking van Zjivkov vreemde vormen aan te nemen. Vanaf 1977 zat Loedmilla, een in tegenstelling tot haar vader door de Bulgaren zeer graag geziene dochter van Zjivkov, in het centraal comité van de BKP. Zij droeg veel bij aan de verbreiding van de Bulgaarse cultuur en zorgde voor een spirituele opleving. De viering van het 1000-jarig bestaan eind 1981 van Bulgarije (in welk organiserend comité zij zitting had) maakte zij niet mee, omdat ze in juli van 1981 overleed in onduidelijke omstandigheden (vermoedelijk is ze moedwillig omgebracht door dood door verdrinking). Van haar staat in het Zuid-Oosten van Sofia een klokkentoren, die als Unesco monument erkend is, omdat zij een boegbeeld was tegen kindermishandeling wereldwijd. 
In de jaren tachtig werd het 'Nieuwe Economische Mechanisme' (NEM) ingevoerd. De bedoeling van de NEM was om de levensstandaard van de Bulgaarse bevolking te verbeteren en meer ruimte te laten aan het particulier initiatief. Het NEM werd slechts een gedeeltelijk succes. Met de komst van Michael Gorbatsjov in het Kremlin (1985) en de invoer van de perestrojka en glasnost in de Sovjet-Unie, kwam Zjivkov met een eigen, Bulgaarse perestrojka. Naast (minimale) liberalisering van de staat, introduceerde Zjivkov ook een 'bulgarisering'. Hij streefde naar een radicale assimilatie van de Turkse bevolkingsgroep en de Pomaken. Turkse namen werden voortaan verboden en men moest Slavische namen kiezen. Ook de islam als religie werd niet ongemoeid gelaten. In 1989 opende Turkije zijn grenzen, waarop er ruim een miljoen Turken en Pomaken naar Turkije vluchtten. In november 1989 zette Petar Mladenov, de minister van Buitenlandse Zaken, een paleiscoup op en Zjivkov werd als Staatsraadvoorzitter en partijleider afgezet. Mladenov werd vervolgens tot voorzitter van de Staatsraad en eerste secretaris van de BKP gekozen.

## Republiek Bulgarije

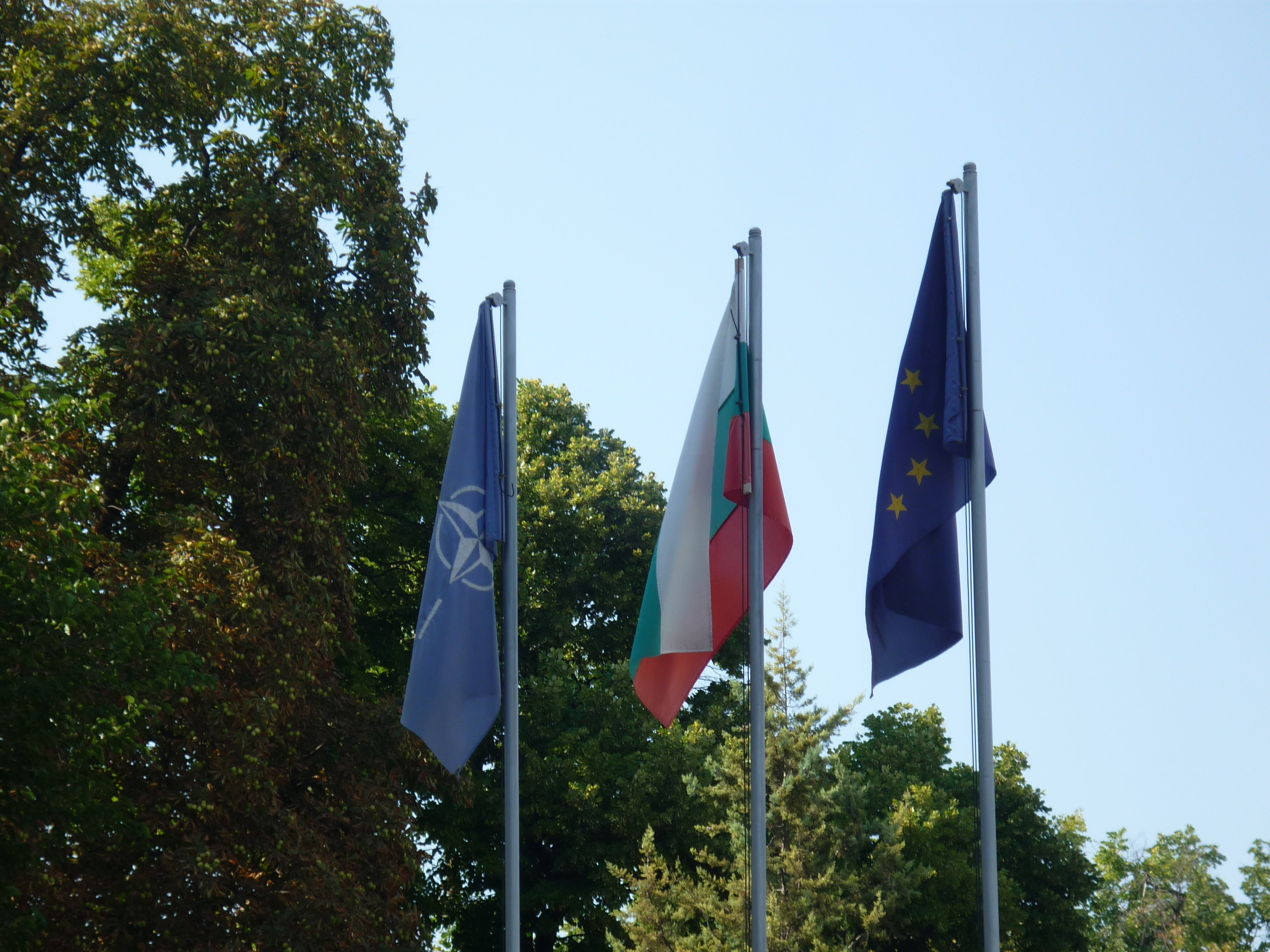
Vlaggen van de NAVO, Bulgarije en de Europese Unie, het naast elkaar in de voorkant van de militaire club Plovdiv: het symbool van de Europese allianties.

Mladenov begon direct met de democratisering van het land en stopte de anti-Turkse maatregelen. Er werd tevens een scheiding van partij en staat afgekondigd die in februari 1990 voltooid werd. In april van 1990 werd Mladenov president van Bulgarije en bij verkiezingen werd de BSP (Bulgaarse Socialistische Partij), de opvolger van de BKP, de grootste partij. In november van dat jaar veranderde het land zijn naam van Volksrepubliek Bulgarije in Republiek Bulgarije. In juli 1990 was president Mladenov als gevolg van anticommunistische rellen afgetreden. Na een aantal interim-presidenten werd Zjeljoe Zjelev van de democratische oppositie (Unie van Democratische Krachten) tot president gekozen. In 1997 werd hij opgevolgd door Petar Stojanov die na de verkiezingen van 2002 werd opgevolgd door Georgi Parvanov (BSP). Parvanov werd in 2012 opgevolgd door Rosen Plevneliev, die gelieerd was aan de GERB partij van Bojko Borisov.
In 2001 werd Simeon Borisov Sakskoburggotski, de vroegere koning (1943-1946) Simeon II van Bulgarije, de Bulgaarse premier. Hij leidde een beweging genaamd: 'Nationale Beweging van Simeon de Tweede' (NDST). In 2005 moest Sakskoburggotski plaatsmaken voor Sergej Stanisjev (BSP), die op zijn beurt in 2009 vervangen werd door Bojko Borisov.
Bulgarije werd ook lid van heel wat internationale organisaties. Op 7 mei 1992, werd Bulgarije lid van de Raad van Europa, en daarmee ook van de OVSE. Bulgarije werd op 29 maart 2004 officieel lid van de NAVO.

### Toetreding tot Europese Unie
Op 1 januari 2007 werd het samen met Roemenië lid van de Europese Unie, nadat het eerst in 2004 de boot van de uitbreiding van de EU had gemist. Het associatieverdrag was op 25 april 2005 ondertekend.